# نافاريفيسكا
بلدية نافاريفيسكا (بالإسبانية: Navarrevisca) هي بلدية تقع في مقاطعة آبلة التابعة لمنطقة قشتالة وليون وسط إسبانيا.

## الديموغرافيا
بلغ عدد سكان بلدية نافاريفيسكا 329 نسمة عام 2011 (وفقاً للمعهد الوطني للإحصاء الإسباني).
| 435 | 402 | 369 | 384 | 371 | 340 | 329 |